# Bothriembryon
Bothriembryon is een geslacht van weekdieren uit de klasse van de Gastropoda (slakken).

## Soort
- Bothriembryon sophiarum Whisson & Breure, 2016